# Frankfort (Południowa Afryka)
Frankfort – miasto w Republice Południowej Afryki, w prowincji Wolne Państwo.
Frankfort leży w regionie rolniczym, nad brzegiem rzeki Wilge. Zostało założone w roku 1869 na farmie Roodepoort, a w roku 1896 zostało siedzibą gminy.